# Petite et charmante
Pour plus de détails, voir Fiche technique et Distribution.
Petite et charmante (If I Had My Way) est un film musical américain de David Butler sorti en 1940.

## Synopsis
Buzz Blackwell recueille Patricia Johnson après la mort accidentelle du père de cette dernière. Il l'emmène à New-York où un oncle de Patricia, Axel Johnson l'accueille. Buzz et Axel investissent dans un restaurant. Devant les mauvais résultats ils le transforment en night-club.

## Fiche technique
- Titre original : If I Had My Way
- Titre français : Petite et charmante
- Réalisation : David Butler
- Scénario : William Conselman, James V. Kern
- Photographie : George Robinson
- Montage : Irène Morra
- Son : Bernard Brown
- Musique : Frank Skinner
  - Chansons : Johnny Burke, James V. Monaco, Lew Klein, Joseph A. McDonough
- Production : David Butler
- Société de production : Universal Pictures
- Société de distribution : Universal Pictures
- Pays :  États-Unis
- Langue : anglais
- Format : Noir et blanc - 35 mm - 1,37:1 - son mono
- Genre : Comédie musicale
- Durée : 82 minutes (sortie cinéma) ; 93 minutes (version DVD)
- Dates de sortie : 
  - États-Unis : 26 avril 1940
  - France : 8 août 1945

## Distribution
- Bing Crosby : Buzz Blackwell
- Gloria Jean Patricia Johnson
- Charles Winninger : Joe Johnson
- El Brendel : Axel Swenson
- Allyn Joslyn : Jarvis Johnson
- Donald Woods : Fred Johnson
- Grace La Rue : Grace La Rue